# Friedrich Ludwig Röchling
Friedrich Ludwig Röchling (* 1774; † 1836) war ein deutscher Unternehmer und Stammvater der saarländischen Montansippe Röchling.

## Leben

### Herkunft und Familie
Friedrich Ludwig Röchling entstammte einer Familie, aus der sein Großvater Johann Gottfried Röchling (1703–1780) Mitte der 1730er Jahre aus dem Raum Dortmund in Westfalen kommend in das Fürstentum Nassau-Saarbrücken übersiedelte. Fürst Wilhelm Heinrich machte ihn zum Berghauptmann und Kammerrat und Herzog Christian von Pfalz-Zweibrücken 1763 zum Direktor der neu errichteten Eisenwerke Schönau und Contwig. So war er der erste Industrielle aus dem Stamm Röchling und legte damit den Grundstein für unternehmerische Tätigkeiten der nachfolgenden Generationen.
Er war der Sohn des Konsistorialpräsidenten Johann Friedrich Röchling (1736–1814) und dessen Ehefrau Christiane Clara Johannetta Wagner (1746–1800) und war verheiratet mit seiner Cousine Henrietta Louise Röchling († um 1828).

### Unternehmerisches Wirken
1799 trat er in das Neunkirchener Eisenwerk der Gebr. Stumm ein und wurde Leiter der Abentheuerer Hütte.
1822 gründete er ein Kohlengeschäft in Saarbrücken, das sich durch seine erfolgreiche Arbeit zu einem Unternehmen entwickelte, das nach seinem Tod 1836 – er starb kinderlos – über Theodor (1823–1885), Ernst (1825–1877), Carl (1827–1910) und Friedrich (Fritz) (1833–1892) Röchling, Söhne seines älteren Bruders Christian (1772–1855), sowie Johann Carl Schmidtborn, Sohn seiner Schwester Maria Caroline (1768–1845), zu einem mächtigen Konzern in der Montanindustrie wurde.